# Quíos (ciudad)
Quíos (en griego: Χίος) es la ciudad principal en la isla griega de Quíos, en el Mar Egeo oriental. La ciudad se localiza a la mitad de la costa oriental de la isla, casi frente al pueblo costero turco de Çeşme. Tiene una población de 26 850 habitantes (2011) y es la capital administrativa y puerto principal tanto de la isla como de la unidad periférica de Quíos. La ciudad de Quíos también constituye el único distrito municipal dentro del municipio de Quíos, uno de los ocho municipios de la isla.
Normalmente la ciudad es reconocida localmente con el nombre de Jora (en griego: χώρα, cuyo significado literal es país) o Kastro (en griego: Καστρο, cuyo significado literal es castillo) para distinguirla del nombre de la isla, el cual comparten.

## Historia

Mapa con algunas de las antiguas ciudades griegas en Jonia, donde se aprecia la ubicación de Quíos.

Quíos tuvo asentamientos griegos muy antiguos, aunque no se ha hallado ninguno anterior al año 900 a. C. Fue construida junto a un puerto natural que, según Estrabón, podía albergar hasta ochenta barcos. Era una de las ciudades que se atribuía ser la patria de Homero.
En el periodo Arcaico Quíos fue apoyada por Mileto en una guerra contra Eritras y, a cambio, los de Quíos apoyaron a Mileto cuando fue invadida por los lidios en época de los reyes Sadiates y Aliates.
Fue una de las ciudades de la dodecápolis jonia; Heródoto indica que los de Quíos y los de Eritras compartían el mismo dialecto. Se unió a la revuelta jónica del año 499 a. C. y aportaron cien naves en la batalla naval de Lade (495 a. C.) Tras la derrota de los jonios, los persas ocuparon fácilmente Quíos.
Antes de la guerra del Peloponeso Quíos era aliado de Atenas y participó junto a atenienses y a lesbios en un asedio a Samos en el año 440/39 a. C. Continuó formando parte de la Liga de Delos durante gran parte de la guerra, aunque se trataba de una ciudad independiente que no tenía que pagar tributo sino que proporcionaba naves a la alianza. En el invierno del 425/4 a. C. los quiotas tuvieron que derribar una muralla nueva que habían construido por orden de los atenienses que temían que fueran a sublevarse, pero sin embargo continuaron durante varios años en la alianza con Atenas y llegaron a formar parte de los efectivos que realizaron la expedición a Sicilia. Fue en el 412 a. C. cuando, en efecto, se sublevaron contra Atenas y pasaron a ser parte de los aliados de Esparta en los años posteriores.
Años más tarde, sin embargo, formó parte de las ciudades que integraron la Segunda Liga ateniense en el 378/7 a. C. En el 357 a. C., durante la Guerra Social, Bizancio, Rodas y Quíos se unieron a la isla de Cos y a Mausolo, rey de Caria, en su enfrentamiento contra Atenas.
En el año 334 a. C. Memnón, que era comandante en jefe al servicio del rey persa Darío III, se apoderó de Quíos. Los persas establecieron allí una guarnición pero poco después cayó en manos de los macedonios, apoyados por el sector de los habitantes de Quíos que eran partidarios suyos.
En el 190 a. C., Quíos favoreció a los romanos durante la Guerra romano-siria y fue utilizada como almacén de suministros de grano. Al final de esta guerra los romanos concedieron la libertad a Quíos y los recompensaron por su lealtad.
Zenobio, general de Mitrídates VI del Ponto, se apoderó de la ciudad en el 86 a. C. puesto que Mitrídates acusaba a los quiotas de favorecer a los romanos. Los de Quíos fueron obligados a entregar todas sus armas y una gran cantidad de riquezas. No satisfecho con esto, Zenobio hizo deportar a hombres, mujeres y niños hacia el Mar Negro.
En el año 1346 los genoveses se apoderaron de la isla y se mantuvieron en ella hasta 1566, cuando pasó a manos del Imperio otomano.
El centro de poder político y militar de la isla durante parte de la época medieval fue el castillo de Quíos, conocido con el nombre de Kastro.

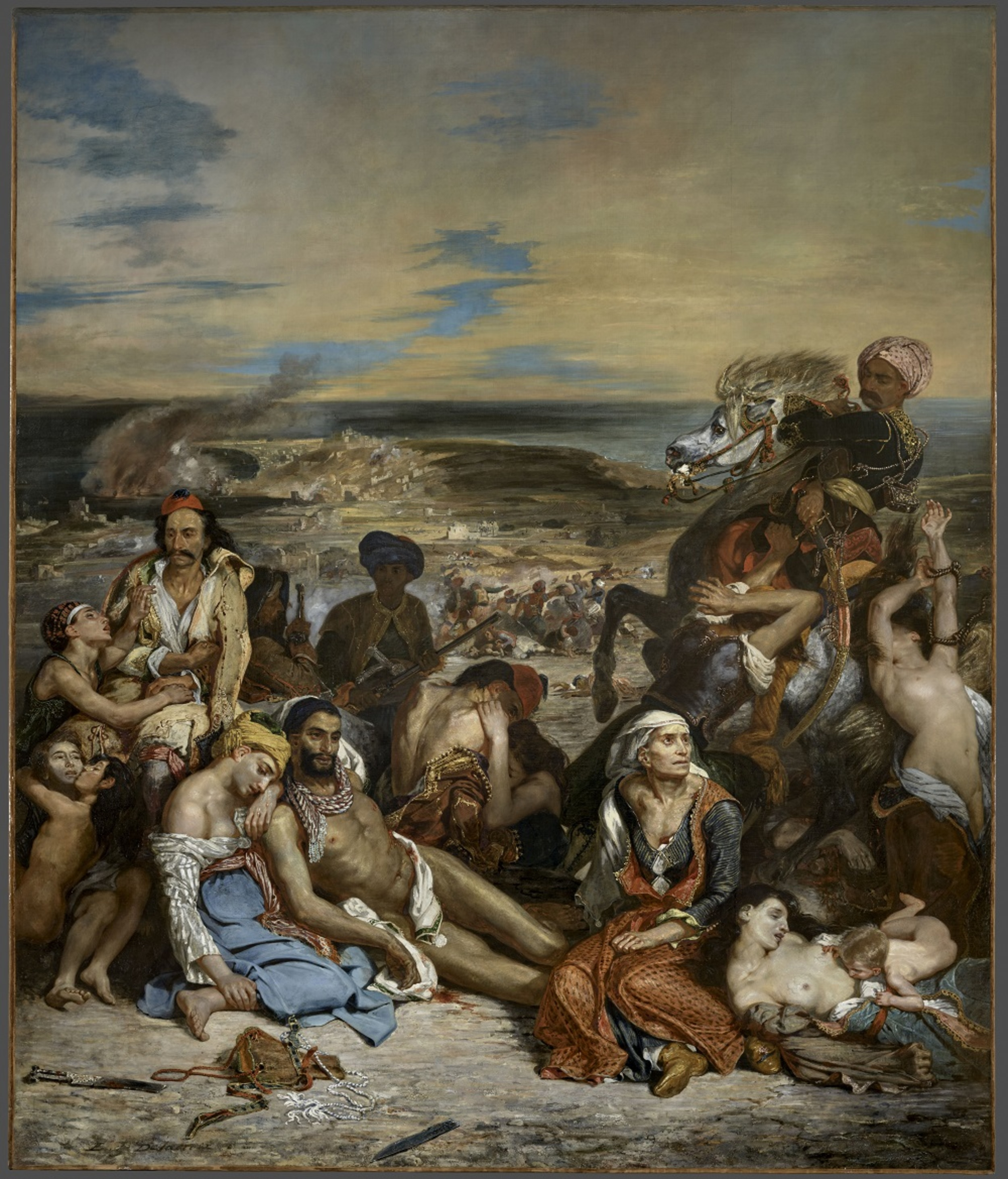
La matanza de Quíos, por Eugène Delacroix (1824), París, Museo del Louvre.

En 1822 se produjo una sublevación en Quíos contra los otomanos propiciada por algunos griegos que llegaron de Samos. Como represalia desembarcaron en Quíos tropas otomanas que produjeron una gran masacre entre sus habitantes. Quíos continuó siendo parte del Imperio Otomano hasta 1912 cuando, tras la derrota turca en la primera guerra de los Balcanes la isla se integró en Grecia.

## Evolución de la ciudad
Desde 1800 el pueblo se ha expandido a partir de lo que era el Kastro y el puerto original. Después del devastador terremoto de Quíos de 1881 el pueblo fue substancialmente reconstruido en estilo neoclásico, aunque gran parte del muelle y sus alrededores tienen un estilo más moderno. Aunque la población es relativamente estable, continúa su expansión con suburbios que son construidos al norte y al sur. Sin embargo, el centro de la ciudad aún se encuentra concentrado entre el puerto y el castillo y es donde se encuentran los edificios administrativos, varios museos, la principal calle comercial (llamada Aplotarias) y el jardín municipal.
Al norte de Quíos se encuentra el suburbio de Vrontados. El Aeropuerto Nacional de la isla de Quíos se encuentra a 4 kilómetros al sur.

## Patrimonio
- Museo Arqueológico de Quíos
- Museo Bizantino de Quíos
- Palacio de Justiniani
- Museo Marítimo de Quíos
- Museo de Néa Moní